# Хьюм, Джеймс, 3-й граф Хьюм
Джеймс Хьюм, 3-й граф Хьюм (англ. James Home, 3nd Earl of Home; ок. 1615 — декабрь 1666) — шотландский придворный и землевладелец.

## Биография
Сын сэра Джеймса Хьюма из Уитриггса (? — 1620), и Энн Хьюм, дочери Джорджа Хьюма, 1-го графа Данбара, и Элизабет Гордон, дочери Александра Гордона из Гайта и Агнес Битон, дочери кардинала Дэвида Битона, архиепископа Сент-Эндрюса, и Мэрион Огилви. Внук Джона Хьюма (? — 1629) и потомок Джона Хьюма (? — 1513), второго сына 1-го лорда Хьюма.
Он был известен как сэр Джеймс Хьюм из Уитригса и Колденноуза. Его отец был сыном сэра Джона Хьюма и Мари Синклер, дочери Джин Хепберн и Джона Синклера, мастера Кейтнесса. Они поженились в 1602 году, и лорд Хьюм, у которого на тот момент не было детей, пообещал сэру Джону Хьюму лордство Хьюм. В то время считалось, что этот брак может способствовать реабилитации Фрэнсиса Стюарта, 5-го графа Ботвелла, который был двоюродным дедушкой молодого мужа.
Колденноус, или Кауденноус, был шотландским баронством к востоку от Лидер-Уотер, в 32 милях к юго-востоку от Эдинбурга в Берикшире. Он принадлежал его деду, Джону Хьюму, который женился во второй раз на Беатрикс Рутвен, дочери Уильяма Рутвена, 1-го графа Гоури.
В феврале 1633 года после смерти своего кузена Джеймса Хьюма, 2-го графа Хьюма (ок. 1607—1633), Джеймс Хьюм унаследовал титулы 3-го графа Хьюма, 8-го лорда Хьюма и 3-го лорда Дангласа.
Он сражался в битве при Престоне в 1648 году, где командовал Берикширским полком против Кромвеля. Он был назначен тайным советником Шотландия в феврале 1660/1661 года.
В феврале 1666 года лорд Хьюм скончался. Ему наследовал его старший сын Александр Хьюм, 4-й граф Хьюм.

## Семья
Он женился на Джин Дуглас (? — 1694), дочери Уильяма Дугласа, 7-го графа Мортона, и Энн Кейт, дочери Джорджа Кейта, 5-го графа Маришаля. У супругов было несколько детей:
- Александр Хьюм, 4-й граф Хьюм (? — 1674), старший сын и преемник отца. С 1671 года — камергер короля Англии Карла II[3].
- Джеймс Хьюм, 5-й граф Хьюм (? — 1687)
- Чарльз Хьюм, 6-й граф Хьюм (? — 22 июля 1706)
- Уильям Хьюм, заместитель шерифа Берикшира.
- Изабель Хьюм.